# カシオペヤ座PZ星
カシオペヤPZ星 とはカシオペヤ座に存在するSRC型の赤色超巨星で学名はPZ Cassiopeia（略称はPZ Cas）。直径は推定太陽1,190-1,940 倍、距離は約2,400パーセク（7,800光年）であるとされた。その後、メーザーを用いた観測で、距離が約2,800パーセク(9,000 光年)、光度は太陽の約240,000‐270,000倍と判明し、その光度はおおいぬ座VY星 に匹敵する。